# Newport (Kentucky)
Newport város az USA Kentucky államában. Lakosainak száma 14 150 fő (2020. április 1.).

## Népesség
A település népességének változása:

| 2010 | 15 273 |
| 2020 | 14 150 |